# Han Aidi
Pour les articles homonymes, voir Aidi.
Han Aidi (né en 27 av. J.-C. et mort le 15 aout 1 av. J.-C.) était un empereur de la dynastie des Han. Il monta sur le trône impérial à l'âge de 20 ans, ayant été fait héritier par son oncle l'empereur Han Chengdi, qui n'avait pas d'enfant. Il régna de -7 au 15 aout -1.
Han Aidi était célèbre pour être le plus connu des dix empereurs homosexuels de la dynastie des Han. Les historiens traditionnels ont caractérisé la relation entre l'empereur et Dong Xian comme la passion de la manche coupée (断袖之癖). Au cours d'un après-midi, après s'être endormi dans le même lit, l'empereur a coupé sa manche plutôt que de troubler le sommeil de Dong Xian. Dong a été élevé progressivement au statut d'homme le plus puissant de l'empire. Il devint le commandant suprême des forces armées à la mort de l'Empereur. Dong fut ensuite forcé de se suicider.
Son règne a duré 6 ans et il est mort en -1 sans laisser d'héritier. Il fut enterré à Han Yiling (漢義陵) près de l’actuelle Xianyang au Shaanxi. Liu Kan, son cousin lui succéda sous le nom de l'empereur Han Pingdi.